# 기장 죽성리왜성
기장 죽성리왜성(機張 竹城里倭城)은 부산광역시 기장군 기장읍 죽성리에 있는 임진왜란 때 일본군이 쌓은 일본식 성곽(왜성)이다. 1963년 1월 21일 대한민국의 사적 제52호로 지정되었으나, 일제지정문화재 재평가 관련, 등급조정키로 함에 따라 1997년 1월 1일 사적 지정이 해제되었으며, 1999년 3월 9일 부산광역시의 기념물 제48호 기장죽성리왜성으로 재지정되었다가, 2014년 9월 3일 띄어쓰기를 적용하여 기장 죽성리왜성으로 문화재 지정명칭이 변경되었다.

## 개요
부산광역시 기장의 죽성리 마을 해안 가까이에 있는 구릉을 이용하여, 임진왜란 때 왜군의 장수 구로다가 조선·명나라 연합군의 공격을 방어하고 남해안에 장기간 머물기 위해 쌓은 성이다. 돌로 쌓았으며 둘레는 약 960m, 성벽높이는 약 4m이다.
왜성은 대개 강이나 바다에 가까운 구릉을 택하여 수송·통신 등에 자유롭고 선박의 출입이 편리한 장소에 성을 쌓는다.
이 성은 부산왜성과 형태가 비슷하며 일본에서는 기장성이라고도 불리어지고 있다. 또한 양산의 서생포성과 울산의 학성·부산성을 연결하는 요충지에 자리하고 있는데 현재 성곽이 남아 있지만 주위는 밭과 민가로 사용되고 있다.

### 복천박물관
2002년 복천박물관에서 기장왜성의 지성부를 발굴조사하였다. 조사결과 4개소의 곡륜과 성벽의 일부가 조사되었는데 이는 기존의 구릉상 지형을 삭토하여 축조한 것으로 추정된다.
제1곽은 동-서 폭이 약 38m로 대형수혈 4기, 주혈 등이 확인되었다. 제2곽은 제3곽을 일부 삭토하고 조성한 공간으로 동서 폭이 약 7m이다. 제1곽쪽 경사면 하단부에 폭 30~50m의 구가 확인된다.
제3곽은 북쪽으로 제1곽 아래 조성되었으며, 남쪽으로 제2곽과 약 1m의 단차를 이루고 동서촉은 약 9m이다. 석열유구 2기, 수혈유구 1기가 조사되었다. 제 4곽은 제3곽과 4m 정도의 단차 남해안의 왜성 115를 이루며 동서 폭은 약 9m이다. 석축유구 1기, 수혈유구 2기, 주혈 등이 확인되었다.

## 같이 보기
- 구로다 나가마사
- 가토 기요마사
- 서생포왜성
- 울산왜성
- 임랑포왜성

## 참고 자료
- 이 문서에는 문화재청에서 공공누리 제1유형으로 배포된 자료를 바탕으로 한 내용이 포함되어 있습니다.